# Heleomyza serrata
Heleomyza serrata – gatunek muchówki z rodziny błotniszkowatych i podrodziny Heleomyzinae.
Gatunek ten opisany został w 1758 roku przez Karola Linneusza jako Musca serrata.
Muchówka o ciele długości od 3 do 7 mm. Tułów jej cechuje się obecnością szczecinek na propleurach, kilku par szczecinek na przedpiersiu i co najwyżej jednym włoskiem na mezopleurach. Narządy rozrodcze samca odznaczają się szczątkowymi edytami, nierozszerzoną podstawą epandrium, oraz znacznie dłuższymi od epandrium i na całej długości równomiernie zakrzywionymi surstyli.
Owad znany z Hiszpanii, Islandii, Irlandii, Wielkiej Brytanii, Francji, Belgii, Holandii, Niemiec, Danii, Norwegii, Szwecji, Finlandii, Szwajcarii, Austrii, Polski, Czech, Słowacji, Ukrainy, Rumunii, Bułgarii, Rosji (w tym północnego Kaukazu i Syberii), Kazachstanu oraz Ameryki Północnej.

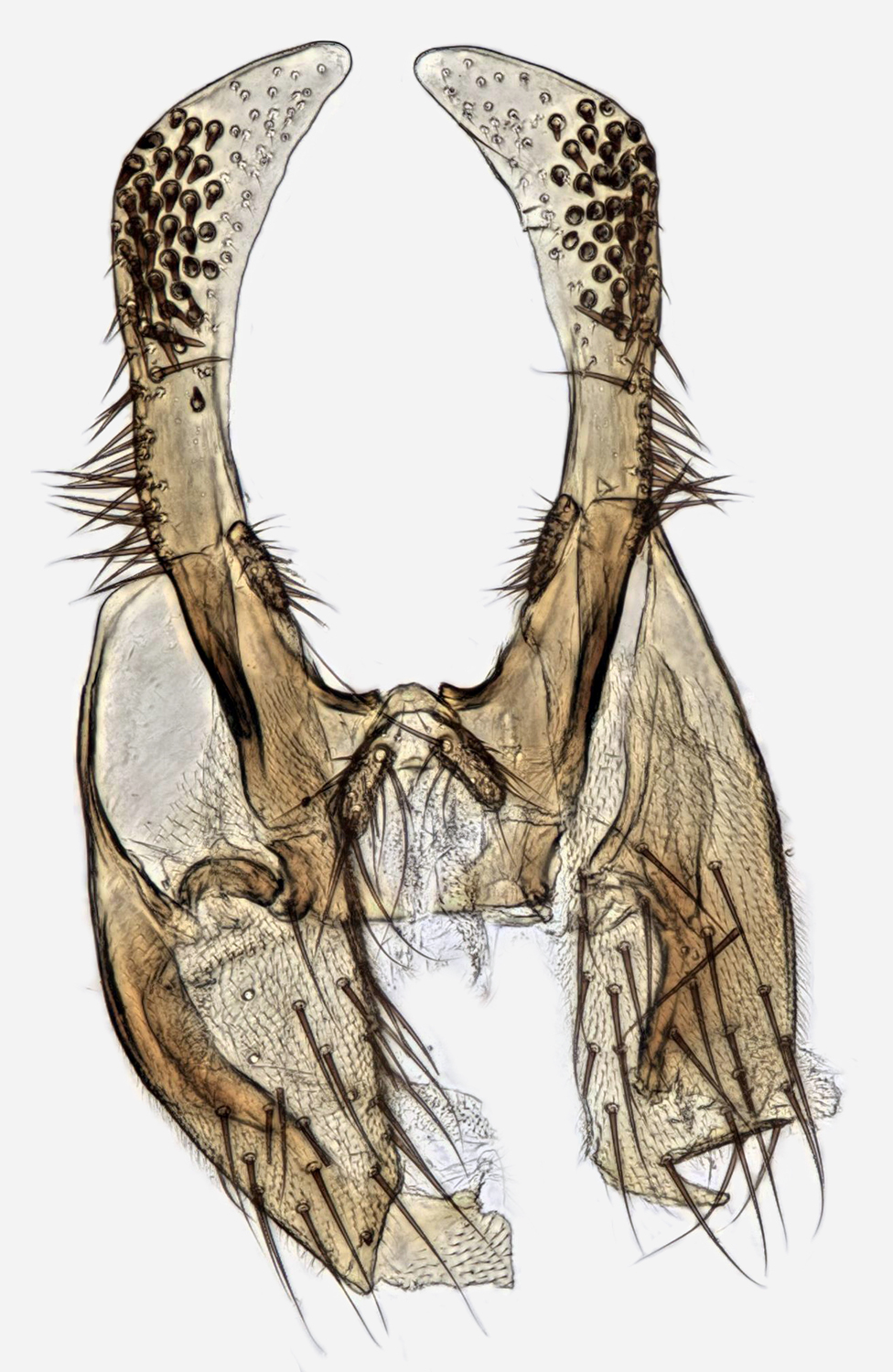
Część narządów rozrodczych samca